# Blacus hemicastaneus
Blacus hemicastaneus är en stekelart som beskrevs av Van Achterberg 1988. Blacus hemicastaneus ingår i släktet Blacus och familjen bracksteklar. Inga underarter finns listade.